# Luigi Chiarini (abbé)
Pour les articles homonymes, voir Chiarini et Luigi Chiarini.
Luigi Chiarini est un abbé, orientaliste et traducteur italien, né près de Montepulciano (Italie), le 26 avril 1789, mort le 3 mars 1832 à Varsovie (Pologne), connu pour la première traduction complète d'un traité du Talmud (Talmud de Babylone et Talmud de Jérusalem) en français.
Professeur de langues et d'antiquités orientales à l'Université royale de Varsovie (1826), il est l'enseignant d'hébreu de Albert Kazimirski de Biberstein.

## Biographie

### Ses premières années
Luigi Chiarini naquit le 26 avril 1789, à Acquaviva, dans la Val di Chiana (États Romains), de parents pauvres et obscurs. Ses dispositions précoces attirèrent l’attention de quelques personnes qui pourvurent aux frais de sa première éducation. Il fit son cours au collège du séminaire de Montepulciano, prit les ordres et alla ensuite étudier les langues orientales à l’Université de Pise, sous le professeur Cesare Malanima.
En 1814, il fut nommé répétiteur de littérature latine et grecque à l’École normale supérieure de Pise ; mais cette institution n’ayant eu que peu de mois d’existence, Chiarini fut obligé, pour subvenir à ses besoins, de chercher des leçons particulières, et il se trouva réduit pendant quelque temps à vivre de pain et de laitage.
Ses premières publications furent une ode, en italien (Pise, 1816; in-4°), adressée à son élève sir Robert Dudley Stuart, pair d’Angleterre et d’Irlande, et un Essai de poésies italiennes, en partie originales, et en partie traduites de l’hébreu, du grec et du latin (Pise, 1818).

### Pologne
Le tsar Alexandre ayant à cette époque fait un appel aux savants italiens qui voudraient aller se fixer dans ses États, Chiarini fut du nombre de ceux qui se décidèrent à quitter leur patrie. On lui donna la chaire de langues et d’antiquités orientales à l’université de Varsovie.
À peine arrivé dans celle ville, il découvrit un astrolabe arabe, et entreprit les ouvrages classiques, dont le gouvernement l’avait chargé et qui étaient indispensables pour l’enseignement. Il travailla ensuite à une Histoire de l’astronomie orientale, où il recueillit tous les documents que pouvaient fournir les livres antiques, et à une Paléographie orientale et occidentale, où il parlait beaucoup des découvertes de Champollion le jeune et examinait les rapports qu’ont entre elles les différentes langues du Nord. En 1824, il composa une dissertation sur la Fable, destinée à réfuter le système qu’un Allemand, professeur à l’université de Varsovie, avait développé dans une Histoire romaine.

### La traduction du Talmud
Mais ce qui faisait la principale occupation de Chiarini, c’était l’étude des immenses traités et commentaires des rabbins. Le gouvernement ayant créé  le 22 mai 1825 dans la capitale de la Pologne un comité hébreu, dont le but était de réformer la religion juive, Chiarini jugea qu’un des meilleurs moyens pour obtenir ce résultat serait de traduire le Talmud pour en dénoncer les prétendues erreurs. Ce projet, une fois divulgué, rencontra une vive opposition, non-seulement parmi les juifs, mais encore dans le clergé catholique. Plusieurs prêtres s’indignèrent contre une entreprise qui avait été jadis formellement défendue par plusieurs bulles pontificales. Même la Revue encyclopédique de Paris désapprouva hautement le projet d’une traduction totale.
Tandis que les différents partis s’agitaient, Chiarini était nommé assesseur au comité hébreu, directeur d’une école de rabbins fondée d’après son propre plan, et obtenait du tsar Nicolas une somme considérable destinée à subvenir aux frais de ce travail.
En 1829 il écrivit, pour son discours de réception à la société littéraire de Varsovie, une dissertation dans laquelle il prouvait que le système polaire était connu des anciens, et que cependant Copernic ne s’était pas servi de cette notion pour l’établir.
La traduction du Talmud devait être exécutée dans l’espace de sept à huit ans, par une société de savants, sous la direction de Chiarini, et former 6 volumes in-fol. de 1 000 pages chaque. Il préluda à cette colossale publication par des Observations (Paris, F. Didot, 1829, in-8°), en réponse à un article de la Revue encyclopédique, et par la Théorie du judaïsme, appliquée à la réforme des Israélites de tous les pays de l'Europe,et servant en même temps d'ouvrage préparatoire à la version du Thalmud de Babylone, Paris, Barbezat, 2 vol. in-8°. Ce dernier ouvrage est dédié au tsar Nicolas, qui avait alloué pour son impression une somme de 6 000 florins polonais. La Théorie du judaïsme souleva une vive polémique dans le monde littéraire et devint pendant quelque temps le sujet d’une foule d’articles de journaux et de brochures, surtout en Pologne, en Saxe, en Bohême.
Le rabbin Zunz, favorable dans le principe à une traduction du Talmud, accusa Chiarini d'avoir plagié les travaux anti juifs d'Eisenmenger et d'avoir repris comme des faits réels plusieurs calomnies répandues parmi le peuple contre les juifs.
Chiarini ne publia, en deux tomes, que le traité Berakhot du Talmud, accompagné d'une copieuse introduction. Le troisième volume de la traduction était prêt, ainsi qu’une dissertation latine sur les véritables auteurs de la Genèse, lorsque la révolution polonaise éclata. 
Chiarini quitta alors les livres pour prodiguer ses soins aux malades que le choléra et la guerre entassaient dans la plupart des édifices publics de Varsovie. Au milieu de ces tristes conjonctures, il contracta le choléra, qui le conduisit au tombeau le 3 mars 1832. Pietro Capei, son compatriote et son ami, lui a consacré une notice dans L'Antologia de Florence. Son portrait par Teobaldo Fumi se trouve au Museo Civico di Montepulciano à Montepulciano.

## Œuvres
- « Considerazioni del canonico Luigi Chiarini professore di storia ecclesiastica e di lingue orientali nella R. Università di Varsavia e presidente della censura ebraica nel Regno di Polonia intorno al libro intitolato La Fionda di David o sia l’antichità ed autorità dei Punti Vocali nel Testo Ebreo dimostrata e difesa per il Dott. Rosellini Toscano », Nuova Collezione d'opuscoli letterarii, vol. IV,‎ 1824, p. 183-202 (lire en ligne, consulté le 1er décembre 2021).
- Fragment d'astronomie chaldéenne découvert dans le prophète Ezéchiel et éclairci par l'abbé C. Chiarini, Leipsig, J. A. G. Weigel, 1831 (lire en ligne).
- Observations sur un article de la "Revue encyclopédique", dans lequel on examine le projet de traduire le Talmud de Babylone..., Paris, F. Didot, 1829 (lire en ligne).
- Théorie du Judaïsme, appliquée à la réforme des Israélites de tous les pays de l'Europe, et servant en même temps d'ouvrage préparatoire à la version du Talmud de Babylone / par l'Abbé L. A. Chiarini / Paris : J. Barbezat, 1830.
- Le Talmud de Babylone, traduit en langue française et completé par celui de Jérusalem et par d'autres monuments de l'antiquité judaïque, vol. 1, Leipzig, J. A. G. Weigel, 1831 (lire en ligne) (Introduction plus sections 1 et 2 du traité Beracoth)
- Le Talmud de Babylone, traduit en langue française et completé par celui de Jérusalem et par d'autres monuments de l'antiquité judaïque, vol. 2, Leipzig, J. A. G. Weigel, 1831 (lire en ligne) (Section 3 à 9 du traité Beracoth)